# L-BFGS
L-BFGS y L-BFGS-B son dos métodos de optimización quasi-Newton de funciones con un gran número de parámetros o de una gran complejidad. Se trata de un método que hace un uso limitado de la memoria (usa mucha menos memoria que otros algoritmos para el mismo problema); L-BFGS viene de BFGS de memoria limitada. Permite obtener el mínimo de una función. Únicamente necesita la función y su gradiente, pero no la matriz Hessiana. L-BFGS, desarrollado por Jorge Nocedal es capaz de resolver funciones sin restricciones, mientras que la variante L-BFGS-B (Jorge Nocedal y Richard Byrd) puede resolver funciones con restricciones simples (del tipo {\displaystyle l_{i}<x_{i}<u_{i}}, siendo {\displaystyle x_{i}} la variable i-ésima y {\displaystyle l_{i}} y {\displaystyle u_{i}} los límites inferior y superior de esa variable) en sus parámetros.
Para cada iteración el algoritmo busca una aproximación de la matriz Hessiana, concretamente de su inversa. Si la función tiene N variables, la matriz Hessiana tiene {\displaystyle N^{2}} elementos. Si N es grande, el tiempo necesario para calcular toda la matriz de forma exacta puede ser prohibitivo. Es por esto que se busca una aproximación. 

## Implementaciones
La implementación original fue escrita en Fortran:
- ; Distribución L-BFGS para Unix/Linux (contiene código fuente, makefile y manual de usuario)
- ; Distribución L-BFGS-B para Unix/Linux (contiene código fuente, makefile y manual de usuario)

Implementaciones en otros lenguajes:
- , en C
- , en C
- , en C++, Visual Basic, Delphi y C#
- M1QN3 en Fortran
- , en Java
- Archivado el 13 de junio de 2007 en Wayback Machine., en Matlab